# Crematogaster luctans
Crematogaster luctans är en myrart som beskrevs av Auguste-Henri Forel 1907. Crematogaster luctans ingår i släktet Crematogaster och familjen myror.

## Underarter
Arten delas in i följande underarter:
- C. l. liebknechti
- C. l. luctans
- C. l. sordidoides